# Combat avec l'ange (film)
Pour les articles homonymes, voir Combat avec l'ange (homonymie).
Pour plus de détails, voir Fiche technique et Distribution.
Combat avec l'ange est un long-métrage belge réalisé par Marian Handwerker en 2008 avec Pierre Lekeux.

## Synopsis
Le retour à Bruxelles de Lambert Desmet, un ancien flic renvoyé après une bavure (au cours d’une chasse à l’homme, il a abattu une gamine, par erreur, avec trois grammes d’alcool dans le sang). Après un an de cure de désintoxication en asile psychiatrique, il revient sur le lieu de ses "exploits", dans le quartier où il a vécu toute sa vie avec l’intention de "rattraper le temps perdu" et peut-être d’ "effacer l’ardoise". La chose est évidemment plus facile à dire qu’à faire. Il tente, sans succès, de se rapprocher de son ex petite amie, Anne, et du fils qu’ils ont eu ensemble il y a douze ans et qu’il n’a jamais voulu reconnaître : le petit Léo. De plus en plus mal à l’aise chez lui, entre une mère qui l’aime mais ne le comprend plus, et le compagnon actuel de celle-ci qui cherche à l’évincer afin d’avoir Anne pour lui seul, le gamin ne rêve que de partir au Maroc pour y sauver Leïla, son grand amour que son père a ramené au pays pour l’y marier. Pendant que, petit à petit, tout se déglingue dans la vie de Lambert, un lent travail d’apprivoisement mutuel commence entre lui et ce fils, peut-être sa dernière chance de ne pas moisir au fond du trou.

## Fiche technique
- Titre : Combat avec l'ange
- Réalisation : Marian Handwerker
- Scénario : Marian Handwerker
- Photographie : Antoine Meert
- Montage : Joachim Thome
- Musique : Henri Seroka
- Production : Scarfilm, Atelier Alfred
- Distribution :  Belgique
- Pays d'origine :  Belgique
- Langue : français
- Format : Couleur • 1,85:1 • 35 mm
- Genre : drame
- Durée : 80 minutes
- Date de sortie : Belgique : 7 novembre 2009

## Distribution
- Pierre Lekeux : Oncle Lambert
- Éric Godon : Le commissaire